# Gamma-függvény

A Γ-függvény grafikonja a valós számegyenes mentén

A Γ-függvény (gamma-függvény) a következő képlettel definiált komplex változós függvény:
Mivel az {\displaystyle e^{-t}} nagyon gyorsan 0-hoz tart, az integrál minden valós s > 0-ra sőt minden pozitív valós részű komplex s esetén létezik. Parciális integrálással adódik, hogy ha s valós része 1-nél nagyobb, akkor
is teljesül. Emiatt a tulajdonsága miatt teljesül rá hogy ha n pozitív egész, akkor Γ(n) = (n − 1)!, azaz a gamma-függvény tekinthető a faktoriális művelet általánosításának −1 feletti valós számokra.
A faktoriálisnak léteznek más általánosításai is, de ez a legnépszerűbb és a legtöbb területen használt. A gamma-függvényt gyakran alkalmazzák a valószínűségszámítás területén, az analitikus számelméletben, s a Taylor-sorok elméletében és gyakorlatában is igen hasznos könnyítéseket lehet vele tenni. A gamma-függvény segítségével definiálható a béta-függvény és számos fontos valószínűség-eloszlás, például a gamma-eloszlás, a χ²-eloszlás, a Student-féle t-eloszlás (t-eloszlás) és az F-eloszlás.

## Tulajdonságai
- A Gauss-féle definíció:

- A Weierstrass-féle szorzatalak:

ahol γ az Euler-állandó.
- A Gauss-féle sokszorozási formula:

- Ha x nem egész szám, akkor

Speciálisan {\displaystyle \Gamma (1/2)={\sqrt {\pi }}}.
- A gamma-függvény az egyetlen, az egész komplex síkon értelmezett meromorf f(s) függvény, ami egyszerre elégíti ki az alábbi három feltételt:

{\displaystyle (1)\quad f(s+1)=s\cdot f(s)}
{\displaystyle (2)\quad f(1)=1}
{\displaystyle (3)\quad ln(f(s))} konvex a  valós egyenes (0, +∞) és a [(–k, –k+1), k pozitív egész] intervallumain.
- Hölder tétele: a {\displaystyle \Gamma }-függvény nem megoldása semmilyen algebrai differenciálegyenletnek, ahol az együtthatók racionális törtfüggvények.

- A Γ-függvény sehol sem veszi fel a nulla értéket, ezért a reciproka, az {\displaystyle 1/\Gamma } holomorf függvény. A Γ-függvény megfelel a Mellin-transzformált reciprok exponenciális függvénynek:

{\displaystyle \Gamma (z)=\{{\mathcal {M}}e^{-x}\}(z).}

## Aszimptotikák
A gamma-függvényt nagy {\displaystyle z} értékekre a Stirling-formula segítségével közelíthetjük meg:
{\displaystyle \Gamma \left(z\right)=z^{z-{\frac {1}{2}}}e^{-z}{\sqrt {2\pi }}\left({1+{\mathcal {O}}\left({\frac {1}{z}}\right)}\right),}
illetve
{\displaystyle \Gamma \left(z\right)\sim z^{z-{\frac {1}{2}}}e^{-z}{\sqrt {2\pi }}\left({1+{\frac {1}{12}}z^{-1}+{\frac {1}{288}}z^{-2}-{\frac {139}{51840}}z^{-3}-\ldots }\right).}
Logaritmusának aszimptotikus hatványsora:
{\displaystyle \ln \Gamma \left(z\right)\sim \left({z-{\frac {1}{2}}}\right)\ln z-z+{\frac {1}{2}}\ln 2\pi +{\frac {1}{12z}}-{\frac {1}{360z^{3}}}+{\frac {1}{1260z^{5}}}-\ldots \,.}
Hányados aszimptotikus előállítása:
{\displaystyle {\frac {\Gamma \left({x+a}\right)}{\Gamma \left({x+b}\right)}}\sim x^{a-b}\left({1+{\frac {1}{2x}}\left({a-b}\right)\left({a+b-1}\right)+{\frac {1}{24x^{2}}}\left({a-b}\right)\left({a-b-1}\right)\left({3\left({a+b-1}\right)^{2}-a+b-1}\right)+\ldots }\right).}